# 過塩素酸セシウム
過塩素酸セシウム(Caesium perchlorate)は、セシウムの過塩素酸塩である。白色の結晶で、冷たい水とエタノールに少し溶ける。熱水にはより容易に溶ける。アルカリ金属の過塩素酸塩としては、過塩素酸フランシウムに次いで2番目に溶けにくく、分離目的や重量分析に用いられる。過塩素酸フランシウムは過塩素酸セシウムと共沈するため、この低い溶解度は、アルカリ金属としてのフランシウムの性質を測定する際に重要な役割を果たした。
| 温度 (℃)            | 0   | 8.5  | 14   | 25    | 40    | 50   | 60   | 70   | 99    |
| 溶解度 (g / 100 ml) | 0.8 | 0.91 | 1.91 | 1.974 | 3.694 | 5.47 | 7.30 | 9.79 | 28.57 |

250℃以上に加熱すると、塩化セシウムに分解する。全ての過塩素酸塩と同様に強い酸化剤であり、特に高い温度では、還元剤や有機化合物と激しく反応する。